# Echinothrips floridensis
Echinothrips floridensis är en insektsart som först beskrevs av Watson 1919.  Echinothrips floridensis ingår i släktet Echinothrips och familjen smaltripsar. Inga underarter finns listade i Catalogue of Life.